# Прапор Липової Долини
Пра́пор Липової Долини — офіційний геральдичний символ смт. Липова Долина Сумської області. Сучасний герб затверджений 25 грудня 2003 р. Автор - А.Й.Макієвський. 

## Опис
Прямокутне полотнище із співвідношенням сторін 2:3 складається з двох рівних горизонтальних смуг блакитного і зеленого кольорів. На блакитний смузі біля древка біла гілка липи з листям і квітками.

## Символіка
Листя липи - символ назви селища. 